# Ипак верујем у себе
Ипак верујем у себе је трећи студијски албум српског рок бенда Галија, издат 1982. године.
На албуму се налазе хитови: Још увек сањам, Бурна пијана ноћ и Ипак верујем у себе. Галија је исте године наступала као предгрупа на концерту Џо Кокера у хали Пионир у Београду.

## Списак песама
На албуму се налазе следеће песме:

## Чланови групе
- Ненад Милосављевић
- Предраг Милосављевић
- Бранислав Радуловић
- Зоран Радосављевић
- Драган Милорадовић
- Љубомир Мишић